# Алфераки, Ахиллес Николаевич
Ахиллес Николаевич Алфераки (греч. Αχιλλέας Αλφεράκης) (3 июля 1846, Харьков — 27 декабря 1919, Петроград) — российский композитор и государственный деятель греческого происхождения.

## Биография
Ахиллес Николаевич Алфераки родился в 1846 году в Харькове в семье таганрогского помещика и откупщика Николая Дмитриевича Алфераки (1815—1860). Ахиллес детство своё провёл в Таганроге, в великолепном дворце, построенном отцом на улице Католической (ныне здание Краеведческого музея) в 1848 году по проекту знаменитого архитектора А. И. Штакеншнейдера.
Дед — Дмитрий Иванович Алфераки, участник русско-турецкой войны (1768—1774) получивший в награду землю под Таганрогом.
Бабушка — Мария Федоровна, урожденная Депальдо. Сестра Герасима Федоровича Депальдо (1788—1823), мецената, выделевшего деньги на строительство Каменной лестницы в Таганроге.
Братья  — Михаил  Николаевич и Сергей Николаевич Алфераки (1850—1918), русский орнитолог и энтомолог, крупнейший специалист по бабочкам — лепидоптеролог.
Блестящее домашнее образование позволило Ахиллесу Николаевичу с лёгкостью поступить в Московский университет на историко-филологический факультет, а также параллельно изучать теорию музыки у профессора Фроша.
Музыка была любимым занятием Алфераки, но посвятить ей все своё время он не мог. Семейные дела потребовали его переезда в Таганрог, где он и поселился в конце 1870-х годов. От отца Ахиллесу Николаевичу достались большие долги, дела семьи находились в довольно запущенном состоянии. Пришлось даже продать часть недвижимого имущества, принадлежавшего Алфераки: огромный особняк по улице Католической, мельницу за городом и др.
Но Ахиллес Николаевич, несмотря на всю утончённость воспитания, был достойным потомком своих предприимчивых предков, и ему удалось значительно поправить состояние, основав одну из первых паровых мельниц в Таганроге. Процветанию этого предприятия способствовало его выгодное местоположение в районе, прилегавшем к гавани.

## Таганрогский городской голова
В 1880 году Ахиллес Николаевич Алфераки был избран таганрогским городским головой. Выбор этот многим показался не очень удачным. Представитель одного из богатейших и знатных таганрогских семейств большую часть времени, как и его отец, проводил в Москве и Петербурге, переложив заботы о своём имении на плечи дяди — И. Д. Алфераки. Казалось, что он очень далёк от местной жизни и её проблем.
Но Ахиллес Николаевич очень энергично занялся городскими делами, и скептики, считавшие, что от этого музицирующего петербургского барина будет мало толку, вскоре умолкли. Под председательством А. Н. Алфераки городская дума утвердила в 1881 году бюджет, в два раза превысивший прежние. При этом в местную казну поступило 270 тыс. 946 рублей, а израсходовано было 270 тыс. 938 рублей.
Значительная часть этих средств была потрачена на озеленение и замощение улиц Таганрога, а также на развитие начального образования. В 1880-е годы улицы центральной части города были замощены булыжником, а вдоль мостовых в два ряда высажены деревья. В это же время были разбиты первые таганрогские бульвары.
Активно участвовал городской голова в создании благотворительных организаций «Общества призрения неимущих» и «Общества пособия бедным ученикам и ученицам начальных училищ», для которых Алфераки одним из первых пожертвовал довольно значительные суммы.
На заседаниях городской Думы Ахиллес Николаевич вносил немало новых предложений, проектов, которые поначалу казались таганрогским деятелям слишком расточительными и фантастическими. Но со временем некоторые из них были осуществлены. Так случилось с предложениями А. Н. Алфераки к 200-летию Таганрога установить памятник Петру I, а также о капитальной реконструкции порта. Его обстоятельная докладная записка по последнему вопросу, направленная в Министерство внутренних дел, помогла городу получить деньги, необходимые для начала работ по реконструкции порта, которые развернулись в 1888 году.

## Музыкальная деятельность
Но даже хлопотная должность городского головы не могла заставить А. Н. Алфераки забыть его главное увлечение — музыку. Он активно участвовал в работе таганрогского музыкально-драматического общества, основанного в 1883 году. Не случайно именно на 1880-е годы приходится расцвет в деятельности этого общества, открывшего в Таганроге первые музыкальные классы, симфонический оркестр, которым с 1886 года по 1889 год руководил известный дирижёр и композитор В. И. Сук.
Увлечённые музыканты-любители, подобные городскому голове, создали Таганрогу славу одного из самых музыкальных городов юга России. В 1880-е годы, когда Алфераки жил в Таганроге, в его доме по улице Греческой собирался «цвет» местного общества. Здесь музицировали и пели, ставили «живые картины» и сценки, танцевали и играли в карты, писали эпиграммы и разгадывали ребусы и шарады.
Хозяин дома славился умением легко и быстро нарисовать дружеский шарж или написать шуточное четверостишие в альбом юной таганроженки. Большая коллекция карикатур, выполненных Алфераки, хранится в фондах музея-заповедника. Благодаря им мы имеем редкую возможность увидеть людей, живших более ста лет назад, глазами современника, проникнуться духом дружеских вечеринок и балов. Пёстрый мир таганрогского «бомонда» предстаёт в своей провинциальной безыскусности.
В 1888 году Ахиллес Николаевич подал прошение снять с него полномочия городского головы в связи с переездом в Петербург. С 1891 правитель канцелярии министра внутренних дел. Директор Российского телеграфного агентства. В столице Алфераки большую часть своего времени посвящал музыке. Он написал более 100 романсов и две оперы: «Купальская ночь» и «Лесной царь».

## Семья
Дети:
- Алфераки, Магна Ахиллесовна (18.11.1885, Таганрог — после 1935), художница, ученица М. Д. Бернштейна. Жила с семьёй в Петербурге; была арестована 14 марта 1935 года и сослана в Уфу. Посмертно реабилитирована.
- Алфераки, Мария Ахиллесовна (04.08.1870, Таганрог — после 1935 г). Художница, ученица М. Д. Бернштейна. Жила с семьёй в Петербурге. Первый раз арестована 1 ноября 1932 года, сослана на три года; вторично арестована в марте 1935 года и вместе с сестрой сослана в Уфу. Посмертно реабилитирована.
- Алфераки, Николай Ахиллесович (03.05.1883, Кишинев — после 1932), художник, ученик М. Д. Бернштейна. Жил в Петербурге. Арестован 1 ноября 1932 года. Реабилитирован посмертно.

Племянница:
Анна Юрьевна Марли, Внучка Михаила Николаевича Алфераки, брата А. Н. Алфераки. Эмигрантка, французская певица и автор песен. Стала известна после написания «Песни партизан», ставшей неофициальным гимном Французского Сопротивления во время Второй мировой войны.